# Arenzville (Illinois)
Arenzville – wieś w Stanach Zjednoczonych, w stanie Illinois, w hrabstwie Cass.